# Saint-Gal-sur-Sioule
Saint-Gal-sur-Sioule é uma comuna francesa na região administrativa de Auvérnia-Ródano-Alpes, no departamento Puy-de-Dôme. Estende-se por uma área de 9,36 km². Em 2010 a comuna tinha 144 habitantes (densidade: 15,4 hab./km²).